# Katoenplantage

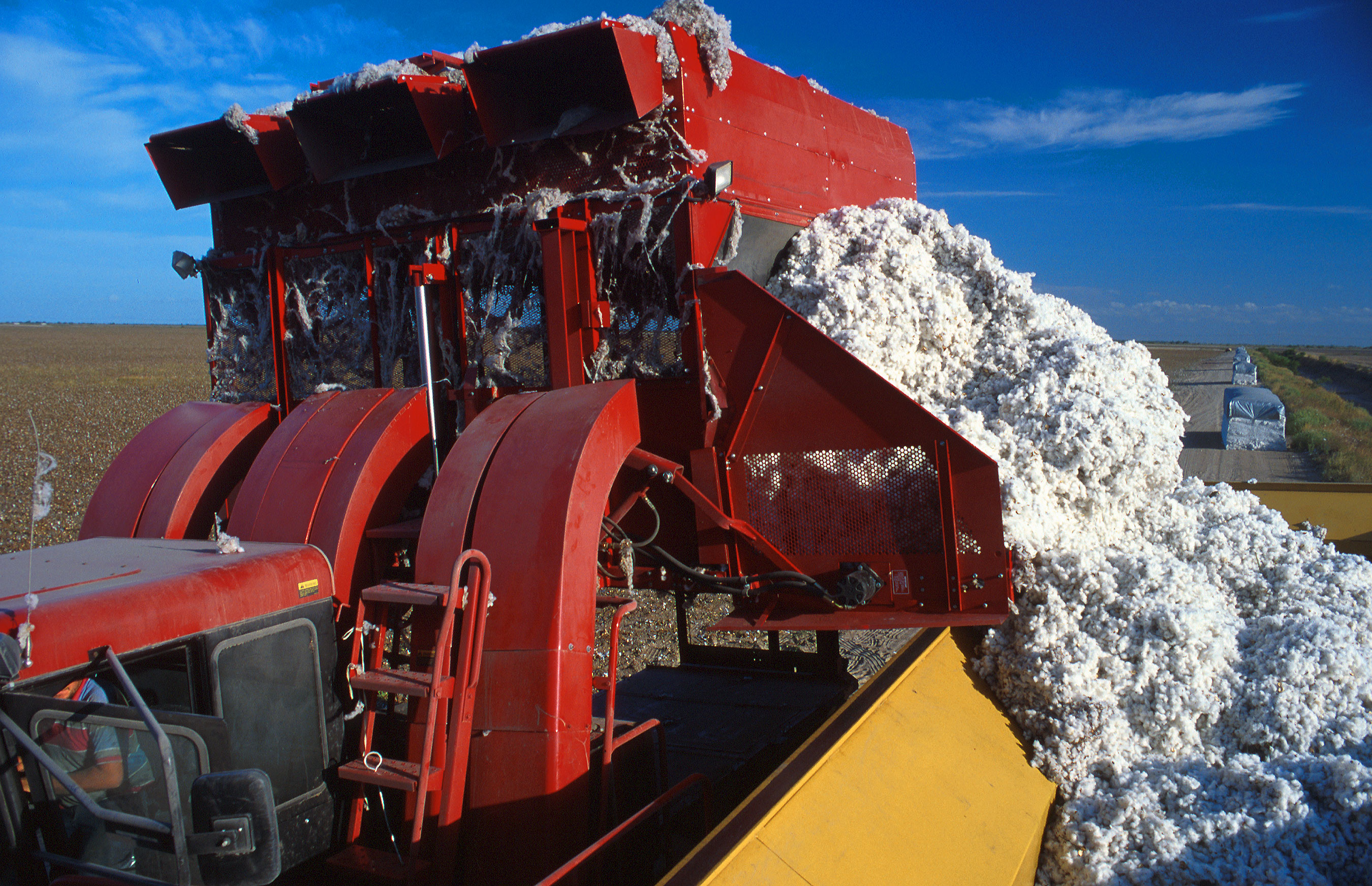
Mechanisch geplukte katoen wordt overgeladen, Texas (V.S.), 2007

Een katoenplantage is een plantage waar katoen wordt verbouwd. Katoenplantages zijn te vinden in meer dan tachtig landen. De belangrijkste katoenproducenten zijn momenteel achtereenvolgens China, India en de Verenigde Staten.

## Korte Geschiedenis
Katoen wordt in gebieden met een tropisch klimaat al duizenden jaren gebruikt om doek te maken. Het gewas is verschillende keren onafhankelijk gedomesticeerd, zowel in Afro-Eurazië (oude Egyptenaren) als in Amerika (inheemsen van Mexico). 
Door de industriële revolutie (technische uitvindingen) en toenemende vraag nam de wereldwijde productie vanaf de 18e eeuw grote vormen aan in de vorm van plantages. Dit alles in een context van (Europese) plantagekoloniën en slavernij. In het Nederlandse koloniale rijk was Suriname een belangrijke producent. Katoenplantages bevonden zich daar aan de zeekust, met name te Coronie.  
In 1875 werd wereldwijd zo'n 1,1 miljoen ton katoen geproduceerd. In 1889 was dit al opgelopen tot 2 miljoen ton waarvan de Verenigde Staten meer dan de helft produceerde en India zo'n 12%. Andere belangrijke producerende gebieden waren Egypte, Zuid-Amerika en Klein-Azië. 
In 2002 werd katoen geteeld op 33 miljoen hectare landbouwgrond.

## Afbeeldingen

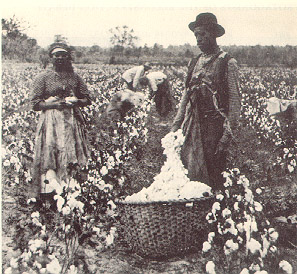
Zwarte katoenarbeiders in de V.S. 1886
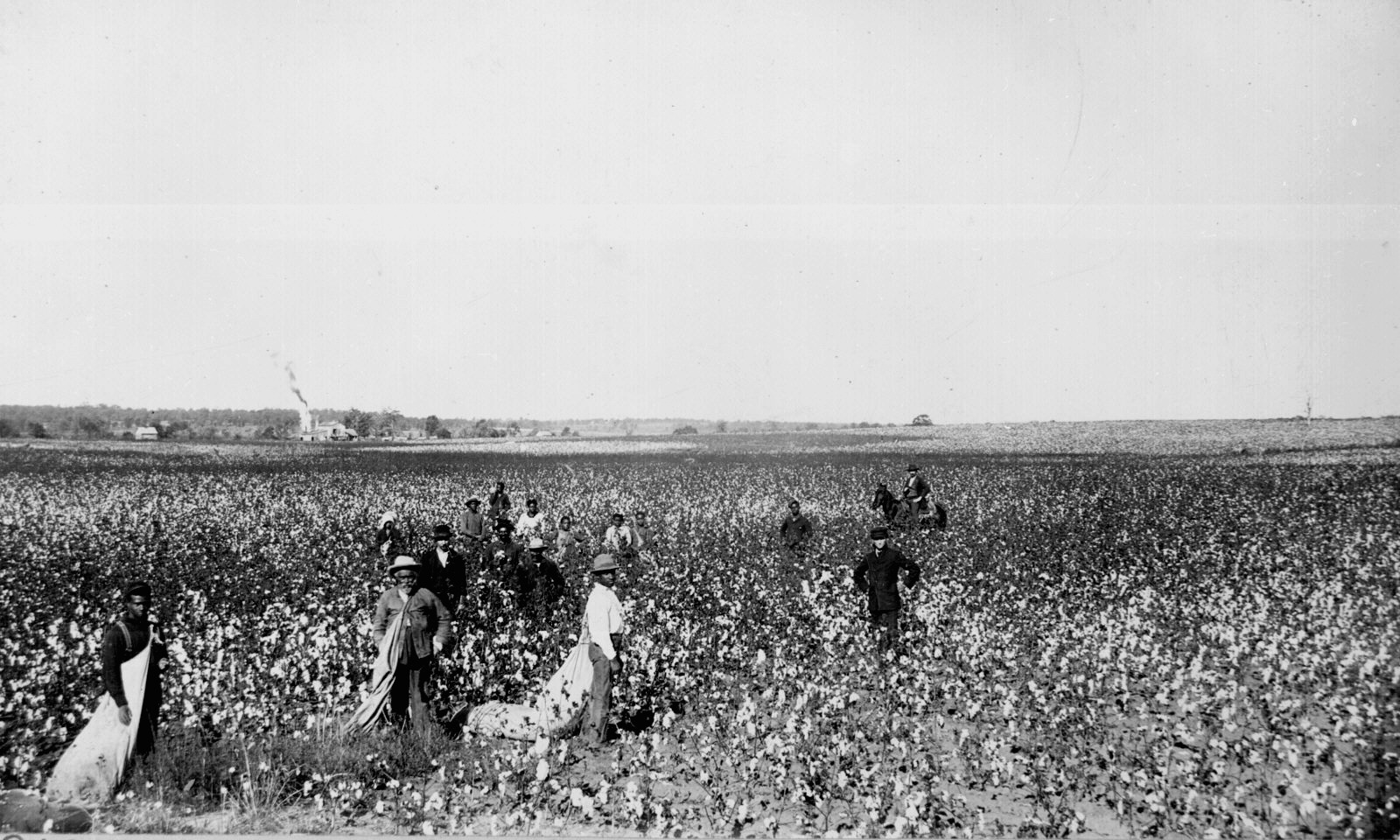
Katoen plukken in Oklahoma in 1897
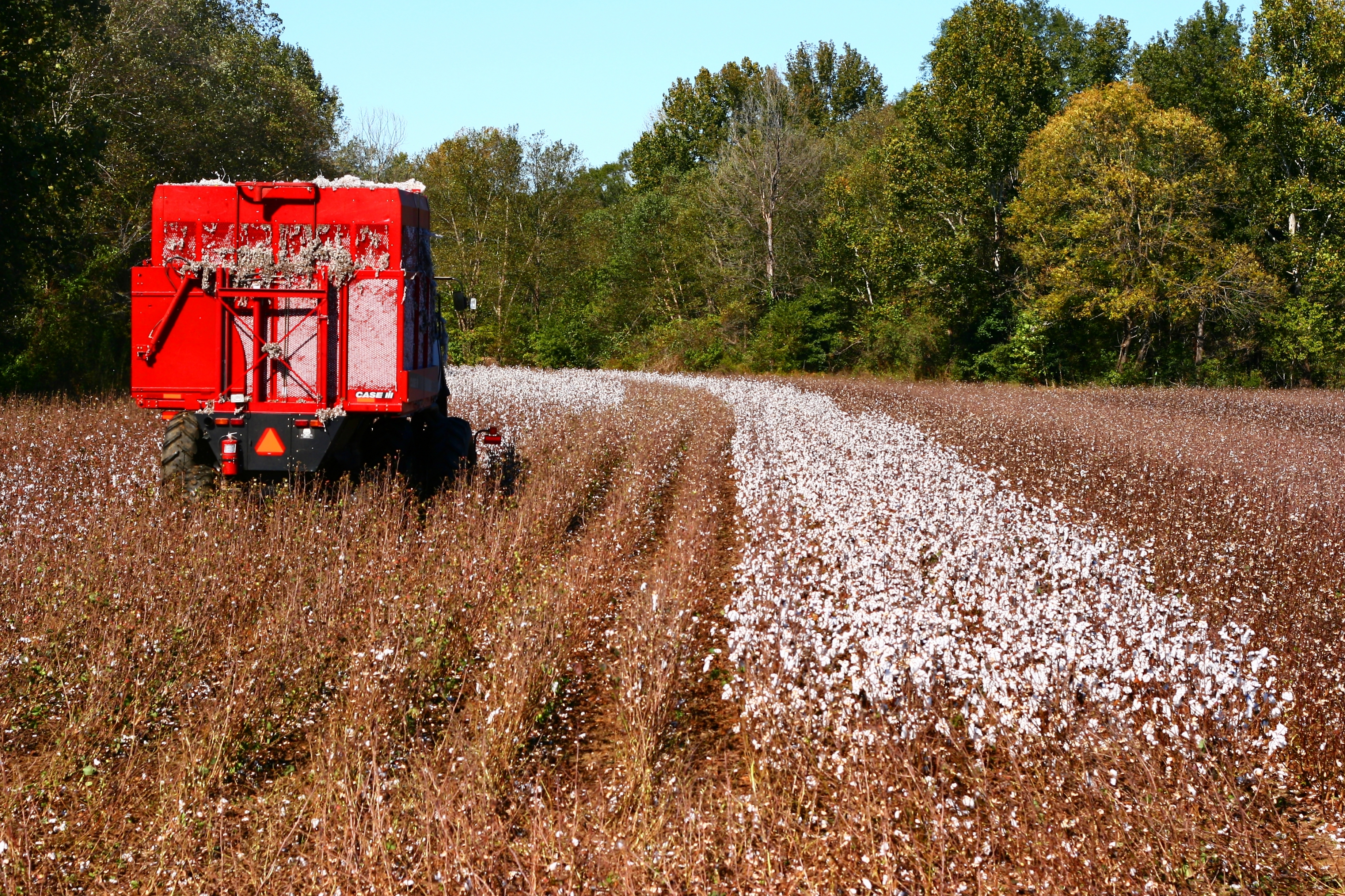
Katoenoogstmachine in Mississippi, 2007
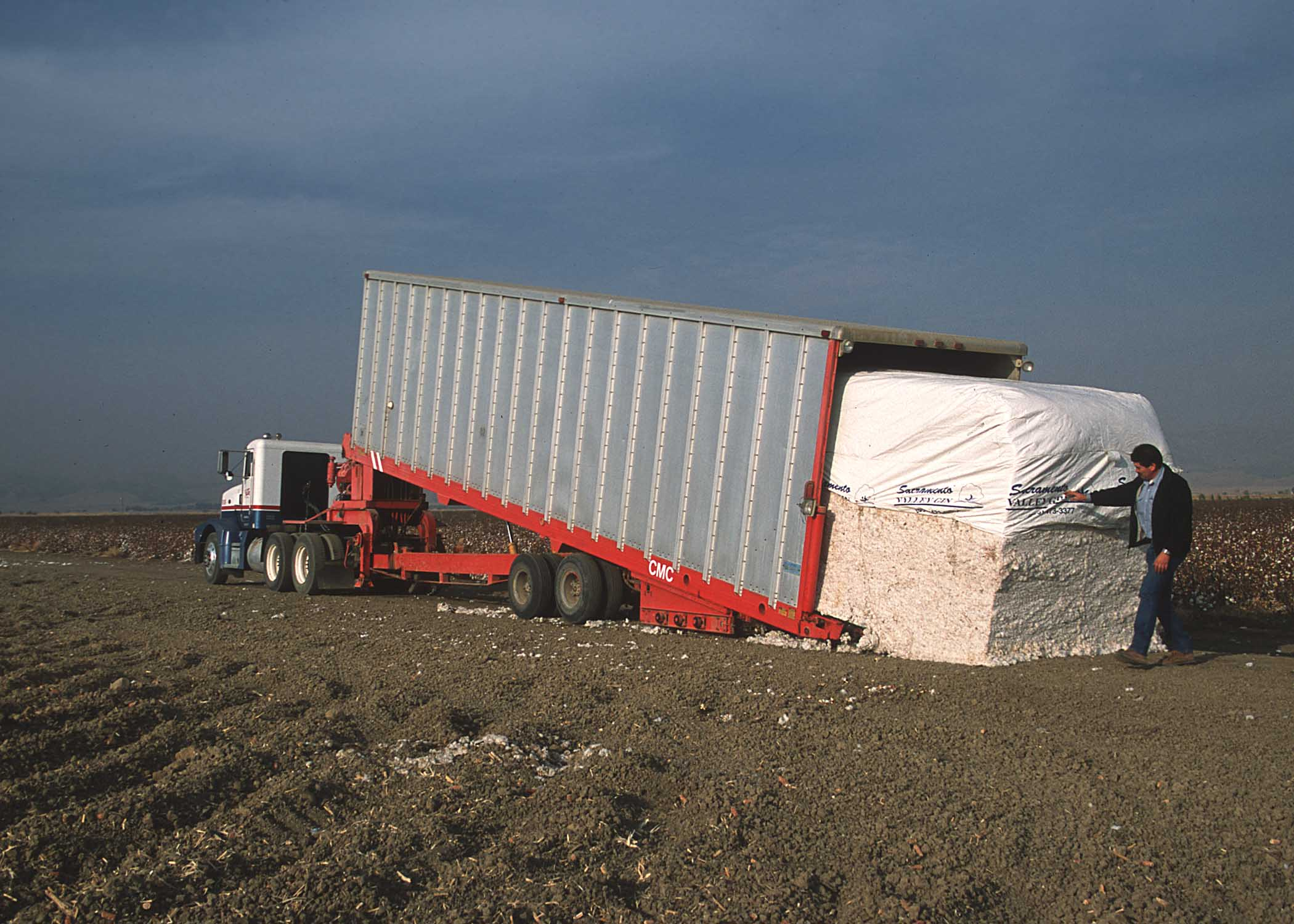
Inladen van de oogst voor transport, Californië, 2002